# Park Narodowy Finke Gorge
Park Narodowy Finke Gorge (Finke Gorge National Park) – park narodowy utworzony w roku 1967, położony w pobliżu miejscowości Hermannsburg, na obszarze Terytorium Północnego w Australii.
Najbardziej charakterystycznym miejscem dla parku jest Palm Valley (Palmowa Dolina) i rzeka Finke, jedna z najstarszych rzek na świecie. Jej wiek szacuje się na ok. 340 milionów lat.

## Galeria

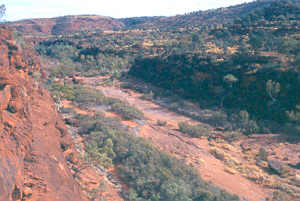
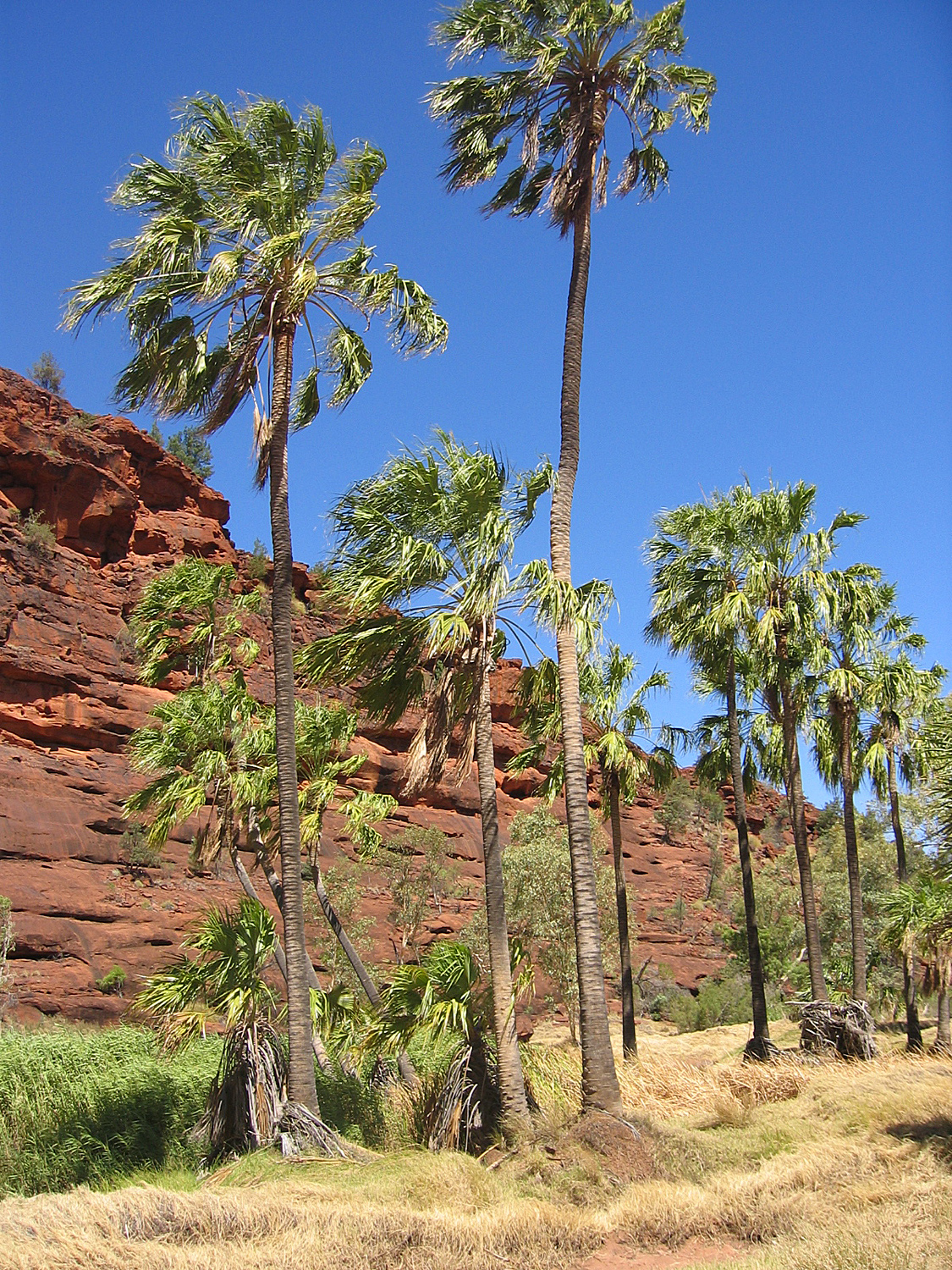
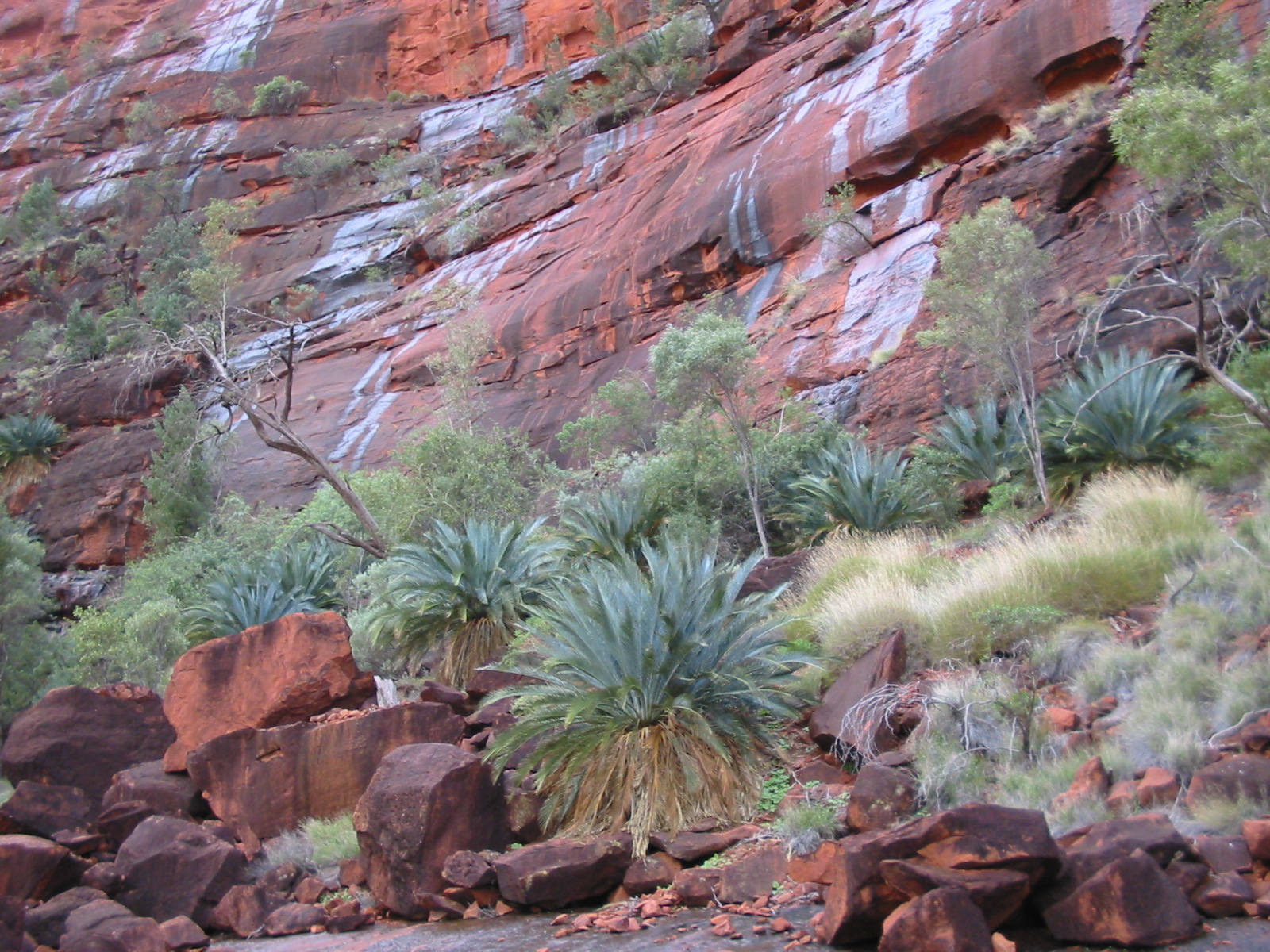